# Pseudospatha
Pseudospatha је род слатководних шкољки из породице Unionidae, речне шкољке.

## Врсте
Врсте у оквиру рода Pseudospatha:
- Pseudospatha tanganyicensis